# Buzura ordinans
Buzura ordinans là một loài bướm đêm trong họ Geometridae.